# Florence Basket 2008-2009
Questa voce raccoglie le informazioni riguardanti il Florence Basket nelle competizioni ufficiali della stagione 2008-2009.

## Stagione
Nella stagione 2008-2009 il Fotoamatore Firenze ha disputato la Serie A2.

## Verdetti stagionali
- Serie A2: (29 partite)

stagione regolare: 11º posto nel Girone Sud su 14 squadre (9 vinte, 17 perse);
semifinali play-out vinti contro Alghero (2-1).

## Rosa
|    | Naz.                                     | Ruolo | Sportivo                 | Anno | Alt. |  |       |
| -- | ---------------------------------------- | ----- | ------------------------ | ---- | ---- |  | ----- |
| 4  | Italia (bandiera)                        | G     | Ilaria Stefanini         | 1984 | 175  |  |       |
| 5  | Italia (bandiera)                        | A     | Isabella Villa           | 1982 | 172  |  |       |
| 6  | Italia (bandiera)                        | AC    | Eleonora Giancane        | 1980 | 186  |  |       |
| 7  | Italia (bandiera)                        | G     | Francesca D'Erasmo       | 1984 | 175  |  |       |
| 8  | Italia (bandiera)                        | PG    | Rosaria Grillo           | 1983 | 172  |  |       |
| 9  | Italia (bandiera)                        | PG    | Francesca Fabbri         | 1988 | 174  |  |       |
| 10 | Italia (bandiera)                        | A     | Francesca Evangelista    | 1993 | 178  |  |       |
| 10 | Italia (bandiera)                        | G     | Claudia Conti            | 1976 | 165  |  | [ 2 ] |
| 11 | Italia (bandiera)                        | P     | Sara Toccafondi          | 1988 | 171  |  |       |
| 12 | Italia (bandiera)                        | AC    | Elena Mazzella           | 1989 | 173  |  |       |
| 12 | Ungheria (bandiera)                      | AC    | Georgina Tajkov          | 1986 | 184  |  |       |
| 13 | Italia (bandiera)                        |       | Elisa Consumi            | 1990 |      |  |       |
| 13 | Italia (bandiera)                        | PG    | Laura Fabbri             | 1992 | 174  |  |       |
| 15 | Argentina (bandiera) · Italia (bandiera) | AC    | Maria Florencia Palacios | 1985 | 181  |  |       |
| 19 | Italia (bandiera)                        | C     | Clelia Corsi             | 1989 | 189  |  |       |

## Mercato

### Fuori sessione
| Acquisti | Acquisti | Acquisti | Acquisti |
| R.       | Nome     | da       | Modalità |
| -------- | -------- | -------- | -------- |

| Cessioni | Cessioni      | Cessioni | Cessioni   |
| R.       | Nome          | a        | Modalità   |
| -------- | ------------- | -------- | ---------- |
| G        | Claudia Conti | Alcamo   | definitivo |

## Statistiche

### Statistiche di squadra
| Competizione | Punti | In casa | In casa | In casa | In casa | In casa | In trasferta | In trasferta | In trasferta | In trasferta | In trasferta | Totale | Totale | Totale | Totale | Totale | Totale |
| Competizione | Punti | G       | V       | P       | Ptf     | Pts     | G            | V            | P            | Ptf          | Pts          | G      | V      | P      | Ptf    | Pts    | Diff.  |
| ------------ | ----- | ------- | ------- | ------- | ------- | ------- | ------------ | ------------ | ------------ | ------------ | ------------ | ------ | ------ | ------ | ------ | ------ | ------ |
| Serie A2     | 18    | 13      | 7       | 6       | 828     | 805     | 13           | 2            | 11           | 659          | 810          | 26     | 9      | 17     | 1487   | 1615   | -128   |
| Play-out     |       | 2       | 2       | 0       | 127     | 112     | 1            | 0            | 1            | 69           | 79           | 3      | 2      | 1      | 196    | 191    | +5     |
| Totale       |       | 15      | 9       | 6       | 955     | 917     | 14           | 2            | 12           | 728          | 889          | 29     | 11     | 18     | 1683   | 1806   | -123   |

### Statistiche delle giocatrici
| Giocatrice               | Partite | Partite | Min. | Pun | Tiri da 2 | Tiri da 2 | Tiri da 2 | Tiri da 3 | Tiri da 3 | Tiri da 3 | Tiri Liberi | Tiri Liberi | Tiri Liberi | Rimbalzi | Rimbalzi | Rimbalzi | Palle | Palle | Stopp. | Stopp. | Ass | Falli | Falli | Val. |
| Giocatrice               | Pr      | PG      | Min. | Pun | R         | T         | %         | R         | T         | %         | R           | T           | %           | D        | O        | T        | P     | R     | S      | D      | Ass | F     | S     | Val. |
| ------------------------ | ------- | ------- | ---- | --- | --------- | --------- | --------- | --------- | --------- | --------- | ----------- | ----------- | ----------- | -------- | -------- | -------- | ----- | ----- | ------ | ------ | --- | ----- | ----- | ---- |
| Elisa Consumi            | 3       | 1       | 4    | 0   |           |           |           |           |           |           |             |             |             | 1        |          | 1        |       |       |        |        |     | 2     |       | -1   |
| Claudia Conti            | 13      | 13      | 301  | 38  | 2         | 16        | 12        | 8         | 44        | 18        | 10          | 16          | 62          | 25       | 4        | 29       | 9     | 13    |        |        | 7   | 14    | 18    | 26   |
| Clelia Corsi             | 29      | 29      | 850  | 288 | 119       | 273       | 44        |           |           |           | 50          | 91          | 55          | 197      | 103      | 300      | 49    | 34    | 4      | 34     | 3   | 80    | 86    | 417  |
| Francesca D'Erasmo       | 27      | 27      | 772  | 280 | 92        | 211       | 44        | 10        | 38        | 26        | 66          | 90          | 73          | 117      | 94       | 211      | 64    | 61    | 7      | 2      | 17  | 84    | 79    | 324  |
| Francesca Evangelista    | 4       | 1       | 2    | 0   |           |           |           |           |           |           |             |             |             |          |          |          |       |       |        |        |     |       |       |      |
| Francesca Fabbri         | 29      | 29      | 809  | 233 | 59        | 136       | 43        | 30        | 104       | 29        | 25          | 39          | 64          | 38       | 10       | 48       | 61    | 31    | 4      | 1      | 8   | 65    | 54    | 80   |
| Laura Fabbri             | 2       | 1       | 2    | 0   |           |           |           | 0         | 1         | 0         |             |             |             |          |          |          |       |       |        |        |     |       | 1     |      |
| Eleonora Giancane        | 25      | 25      | 238  | 38  | 16        | 41        | 39        | 1         | 3         | 33        | 3           | 7           | 43          | 35       | 8        | 43       | 30    | 16    | 1      |        | 3   | 37    | 19    | 20   |
| Rosaria Grillo           | 29      | 29      | 831  | 290 | 37        | 152       | 24        | 58        | 194       | 30        | 42          | 72          | 58          | 73       | 15       | 88       | 107   | 59    | 5      | 3      | 35  | 82    | 66    | 66   |
| Elena Mazzella           | 17      | 5       | 18   | 0   | 0         | 1         | 0         | 0         | 1         | 0         |             |             |             | 2        |          | 2        | 1     |       |        |        |     | 1     | 1     | -1   |
| Maria Florencia Palacios | 17      | 17      | 363  | 107 | 32        | 83        | 39        | 7         | 42        | 17        | 22          | 35          | 63          | 45       | 27       | 72       | 32    | 21    | 6      | 3      | 7   | 41    | 42    | 74   |
| Ilaria Stefanini         | 29      | 29      | 524  | 82  | 23        | 62        | 37        | 10        | 38        | 26        | 6           | 14          | 43          | 80       | 31       | 111      | 23    | 46    | 2      |        | 11  | 58    | 20    | 112  |
| Georgina Tajkov          | 12      | 12      | 347  | 160 | 49        | 130       | 38        | 4         | 21        | 19        | 50          | 57          | 88          | 42       | 16       | 58       | 50    | 19    | 1      | 2      | 5   | 42    | 61    | 107  |
| Sara Toccafondi          | 25      | 15      | 86   | 16  | 3         | 5         | 60        | 3         | 9         | 33        | 1           | 2           | 50          | 5        |          | 5        | 18    | 5     |        |        | 2   | 13    | 4     | -8   |
| Isabella Villa           | 29      | 29      | 678  | 151 | 27        | 72        | 38        | 26        | 97        | 27        | 19          | 38          | 50          | 33       | 17       | 50       | 42    | 48    | 3      |        | 10  | 82    | 45    | 42   |